# South Chesconessex
 (février 2025).
South Chesconessex est une census-designated place située dans le comté d'Accomack, dans l’État de Virginie, aux États-Unis. Lors du recensement de 2020, elle comptait 115 habitants.